# Schlossberg (Arnsberg)
Der Schlossberg ist 256 m ü. NN hoch und befindet sich über der Altstadt von Arnsberg, Nordrhein-Westfalen. Der Berg fällt vor allem nach Westen, Osten und Süden steil ab. Daher eignete er sich ideal zur Verteidigung. Auf ihr haben die Grafen von Arnsberg eine Burg angelegt. Diese ist heute die Ruine von Schloss Arnsberg. Auf dem Berg dichtete August Disselhoff das Volkslied „Nun ade, du mein lieb Heimatland.“ Am Aufgang zum Berg befand sich bis zur Verlegung an den Bahnhof das Feuerwehrmuseum der Stadt Arnsberg. Alljährlich wird auf dem Burgplateau das Ruinenfest gefeiert. Auch andere Veranstaltungen finden dort statt. An den Hängen wurde 2004 an historischer Stelle ein Weinberg eingerichtet. Unterhalb des Berges fließt sowohl im Osten wie im Westen die Ruhr. Durch den Berg führt der 277 m lange Schlossbergtunnel der oberen Ruhrtalbahn.  Weiter südlich wurde 1992–1995 der Altstadttunnel (355 m) für eine Straße gebaut. Der Westdeutsche Rundfunk betrieb auf dem Schlossberg seit 1965 den Sender Schlossberg. Die Anlage wurde 2025 abgeschaltet und demontiert.

## Ökologische Bedeutung

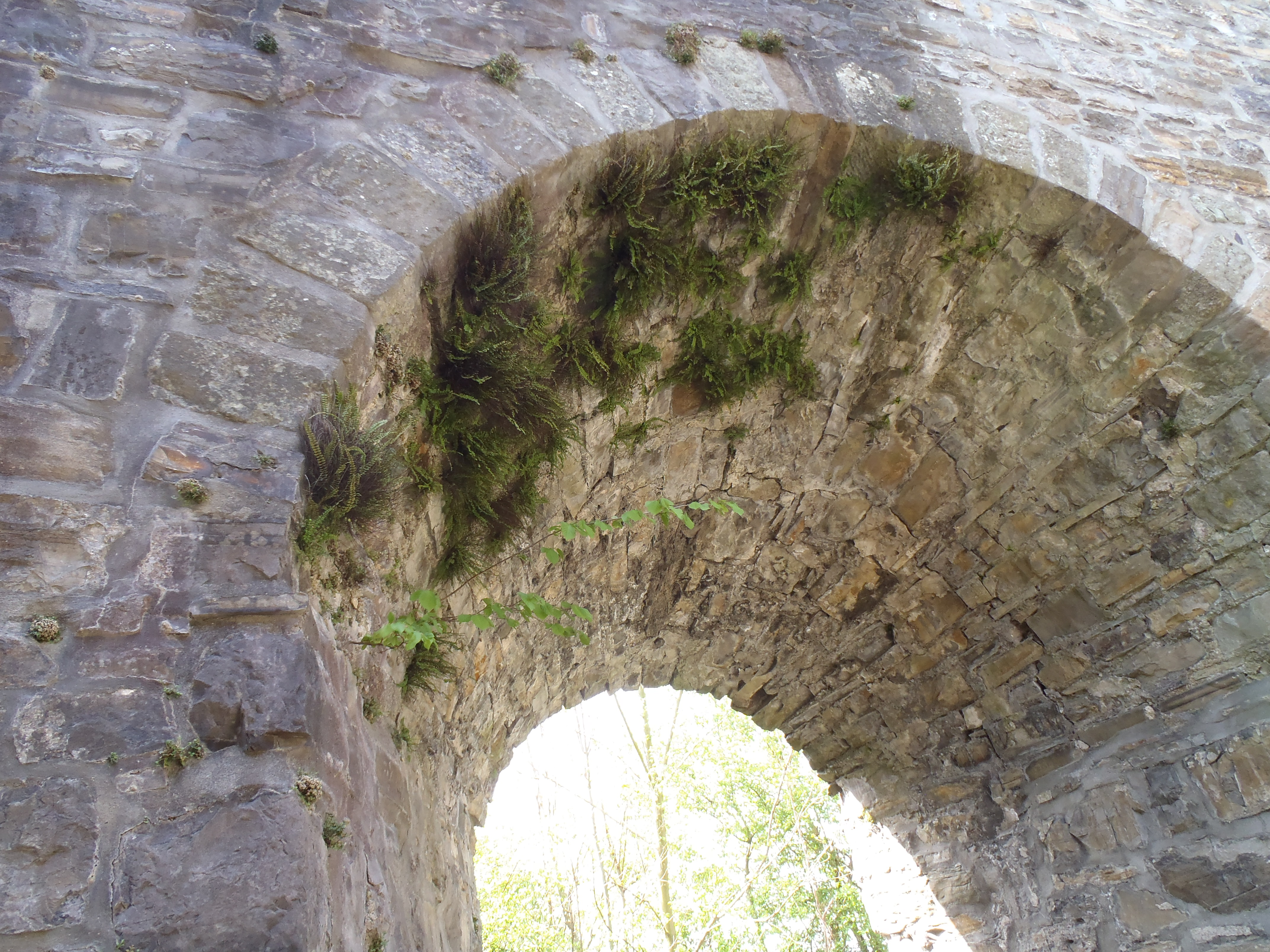
Braunstieliger Streifenfarn an Torbogen der Schlossruine

Im Fachinformationssystem des Landesamtes für Natur, Umwelt und Verbraucherschutz Nordrhein-Westfalen ist der Schlossberg unter BK-4514-0012 aufgeführt. Der Schlossberg ist mit 8,54 ha Fläche zur Naturschutzgebiets-Ausweisung vorgesehen. In der NSG-Abgrenzung befinden sich der Berggipfel mit Ruine und die westlichen und östlichen Hänge des Berges außerhalb des Siedlungsbereichs. Teile der Ruinenmauern und östliche Hangbereiche sind als gesetzlich geschütztes Biotop nach § 30 BNatSchG ausgewiesen.
Auf der Bergkuppe befindet sich im Bereich der Schlossruine ein Park mit einem artenreichen zum Teil alten Baumbestand. Einige Mauern der Schlossruine, besonders im Südosten, Süden und Südwesten, sind offenbar noch nicht saniert und weisen gut ausgeprägte Mauerfugenvegetation auf und beherbergen eine für Ruinen typische Molluskenfauna mit z. T. seltenen Arten wie die stark gefährdete Gitterstreifige Schließmundschnecke. Auch die Weinbergschnecke kommt hier vor. Wegen der artenreichen Molluskenfauna sind diese Mauern ein gesetzlich geschütztes Biotop nach § 30 BNatSchG. Das Mauerrauten-Vorkommen (Asplenium ruta-muraria) an der Ruinenmauer an der Südostseite dürfte eines der größten Vorkommen des Naturraums sein. Herausragend ist der steile felsige Hangmischwaldbereich am Osthang mit einem großen Vorkommen der Bergulme und ebenfalls ein gesetzlich geschütztes Biotop nach § 30 BNatSchG. Der westliche, ebenfalls von Hangwäldern dominierte Teil des Schlossberges weist im unteren Bereich Steilböschungen mit ehemaligen Steinbrüchen und Felswänden. In Steinbrüchen und Felswänden befinden sich teils Mauerfugengesellschaften. Am oberen Westhang befinden sich einige extensiv bewirtschaftete Obstgärten und darüber ein kleiner recht naturnaher „Historischer Weinberg“. An den nördlich des Tunnels an der B 7 angrenzenden Wäldern wächst am sehr steilen, kaum begehbaren westlich exponierten Hang ein sehr dichtes Gebüsch, das sich aus Sträuchern und meist jungen Bäumen zusammensetzt. Am Unterhang auch hier ehemalige Steinbrüche und Felsen, der ehemalige Steinbruch oberhalb einer Tankstelle weist Aufschlüsse mit interessanten Faltungsbildern auf. Hangparallel verläuft ein asphaltierter Weg, an dem eine mittelalte Linden-Baumreihe wächst. Oberhalb finden sich kleine Stützmauern aus Naturstein mit Farnbewuchs, vermutlich handelt es sich um brachgefallene ehemalige Gärten, die mittlerweile bereits wieder bewaldet sind.